# Henryk Grabala

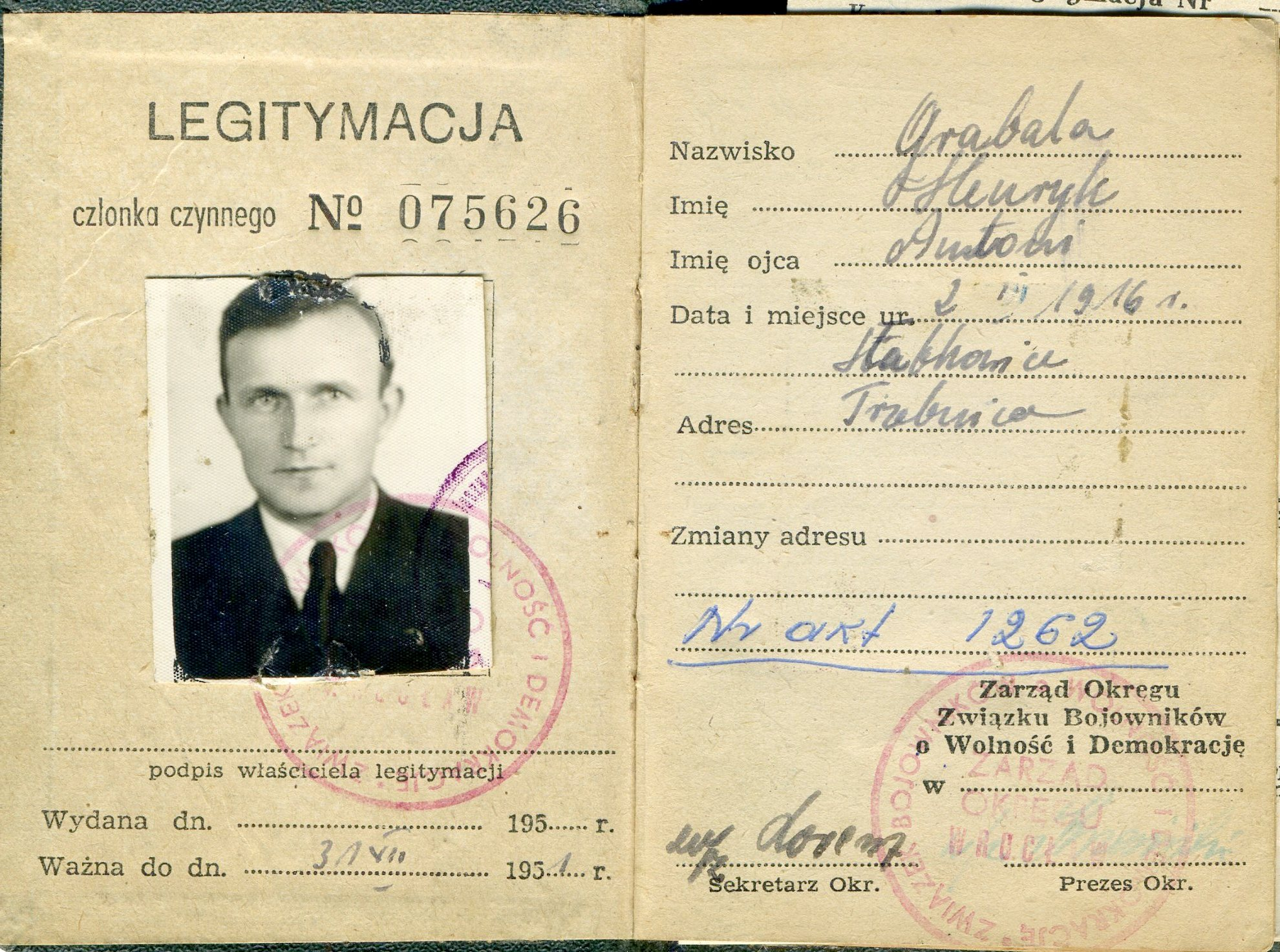
Legitymacja członkowska ZBOWiD

Henryk Grabala (ur. 2 marca 1916 w Słabkowicach, zm. 11 czerwca 2003) – polski działacz ruchu ludowego, żołnierz Batalionów Chłopskich, podporucznik rezerwy Wojska Polskiego.

## Życiorys
Urodził się w rodzinie chłopskiej mieszkającej w Słabkowicach. Jako działacz ludowy współpracował między innymi z Janem Moryczem, Piotrem Pawliną i Szczepanem Korubą. Brał udział w wojnie obronnej w 1939 r. Jako dowódca drużyny 17 batalionu KOP walczył pod Lwowem, Mościskami, Samborem i Zimnymi Wodami. Do niewoli niemieckiej dostał się 19 września w okolicy Gródka Jagiellońskiego. Z niewoli zbiegł wyskakując z wagonu w okolicy Sędziszowa. Po powrocie do domu wstąpił do Związku Walki Zbrojnej, a następnie do Batalionów Chłopskich. Na terenie gminy Szaniec zorganizował oddział BCh, którego został dowódcą przyjmując pseudonim „Oset”. Był jednym z organizatorów i uczestników akcji zakończonej 13 lipca 1944 r. rozbiciem więzienia w Pińczowie.  Dowodził oddziałem BCh w potyczce stoczonej 3 sierpnia 1944 r. przez oddziały Armii Krajowej i Batalionów Chłopskich z oddziałem armii niemieckiej pod Skorzowem.   
W okresie Polski Ludowej w miejscowości Wygoda Kozińska zbudowano pomnik poświęcony między innymi partyzantom z oddziału Batalionów Chłopskich, dowodzonym przez Henryka Grabalę w bitwie pod Skorzowem. W 1998 r. w ścianę  kościoła w Szańcu wmurowano tablicę pamiątkową poświęconą  zorganizowanemu przez Henryka Grabalę oddziałowi Batalionów Chłopskich w gminie Szaniec.